# Bútorgyártás
Bútorokat már nagyon régóta használ az emberiség, azonban nagyon sokáig csak „kézműves” termékként volt jelen. A bútorgyártás és a faipar Magyarországon az 1870-es évek óta van jelen manufakturális formában. 
Természetesen ennek az iparágnak is Budapest volt a központjában. Ekkoriban a mai viszonyokhoz mérve nagyon szerény volt a kínálat, az iparkamara 1895-ben mindössze 12 bútor- és épületasztalos céget tartott számon. A mai cégekkel ellentétben ezek a vállalkozások még csak kevés munkaerővel dolgoztak. Rövid időn belül megjelentek más városokban is a bútorgyártó cégek. 
A rendszerváltás idejére már több mint 150, legalább 50 fős munkásállománnyal rendelkező bútorgyártó cég volt Magyarországon. A technológia azonban átalakította ezt a területet is. Sok cég megszűnt, és olyanok jöttek létre helyettük, melyek sokkal modernebb gépekkel rendelkeztek. Ez azt jelentette, hogy kevesebb munkaerővel több bútort tudtak gyártani. Érdekesség, hogy a hazai bútortermelés 2/3-át mindössze a 27 legnagyobb bútorgyártó cég adta. Ekkoriban kezdett el ez az iparág szegmentálódni, és olyan vállalkozások jöttek létre, melyek kifejezetten egy bútortípust készítettek.